# Delinski Glacier
Delinski Glacier är en glaciär i Antarktis. Den ligger i Östantarktis. Nya Zeeland gör anspråk på området. Delinski Glacier ligger 2 080 meter över havet.
Terrängen runt Delinski Glacier är kuperad åt nordväst, men åt sydost är den bergig. Trakten är obefolkad. Det finns inga samhällen i närheten. 